# (189310) Polydamas
Polydamas (asteroide n.º 189310) es un asteroide del cinturón principal, descubierto el 3 de enero de 2006 por el astrónomo Ignacio Ferrín en el Observatorio Astronómico Nacional de Llano del Hato, ubicado en la Cordillera de Mérida, Venezuela.
Su nombre proviene de Polidamante, guerrero y augur que participó en la Guerra de Troya. Según la Ilíada de Homero, funcionaba como consejero de Héctor en materia estratégica, aunque éste nunca le hace caso.
Posee una excentricidad de 0,0720052 y un inclinación de 10,52827°.